# パブロ・ウランガ
パブロ・ウランガ（Pablo Uranga Díaz de Arcaya、1861年6月26日 - 1934年11月7日）はバスク人の出自のスペインの画家である。

## 略歴
スペイン北部、アラバ県のビトリア＝ガステイスで生まれた。両親を幼いころに亡くした 。17歳でアラバ県の美術学校で学んだ後、1880年にマドリードに移り、王立サン・フェルナンド美術アカデミーで修行を続け 、プラド美術館で巨匠の作品を学んだ 。1888年にパリに移った彫刻家のフランシスコ（パコ）・ドゥリオの後を追って、ウランガもパリに移り、パリで修行をするスペイン人画家のイグナシオ・スロアガやサンティアゴ・ルシニョールと友人になり、サン＝ルイ島のブルボン通りの部屋で共同生活した。1897年にパリで展覧会に出展した 。文筆家でもあったルシニョールは回想録でウランガについて記述している。
フランスで滞在したこによって印象派のスタイルに近づいた。スペインに戻った後、しばらくバスク州スマイアのイグナシオ・スロアガの叔父で陶芸家、画家のダニエル・スロアガのスタジオで、イグナシオ・スロアガと活動した後、結婚してバスク州のギプスコアに住んだ。1911年に設立されたバスク芸術家協会(Asociación de Artistas Vascos)の創立メンバーとなった。
1924年から1925年にはアメリカやキューバを旅し、展覧会を開いた。
ギプスコア県のサン・セバスティアンで没した。

## 作品

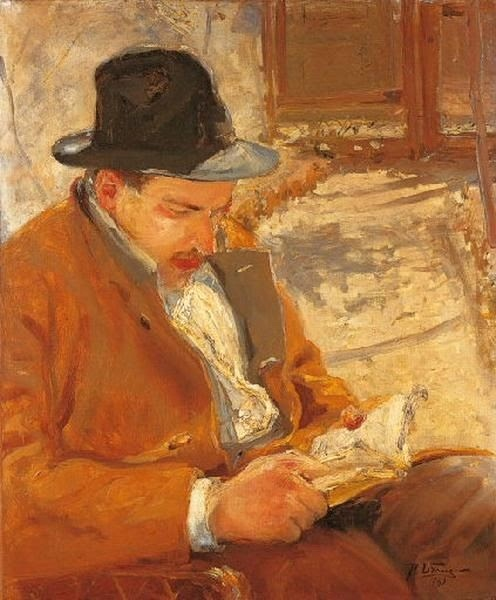
イグナシオ・スロアガの肖像画(1893)
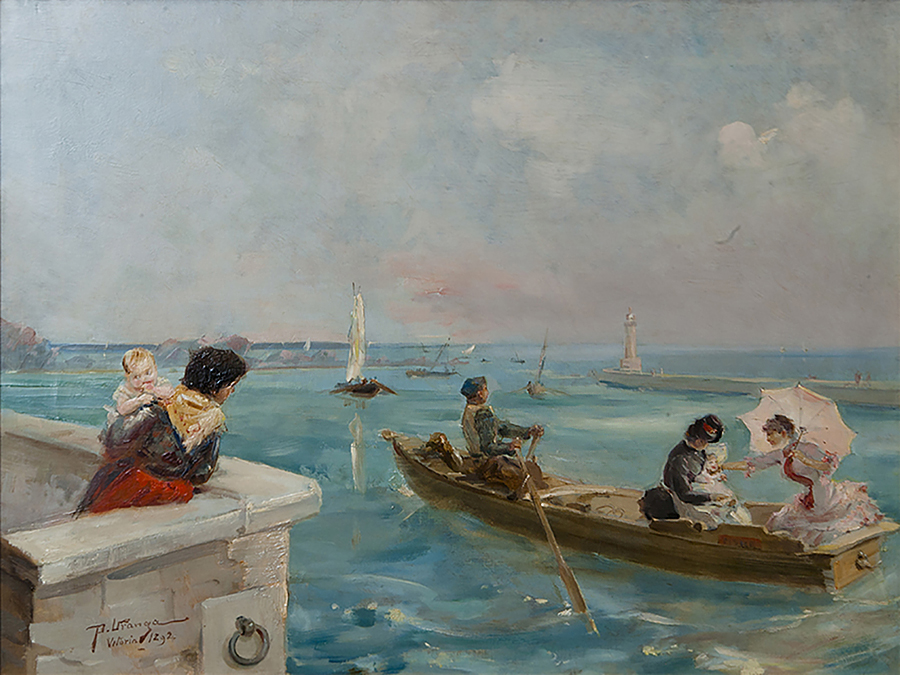
午後の散歩
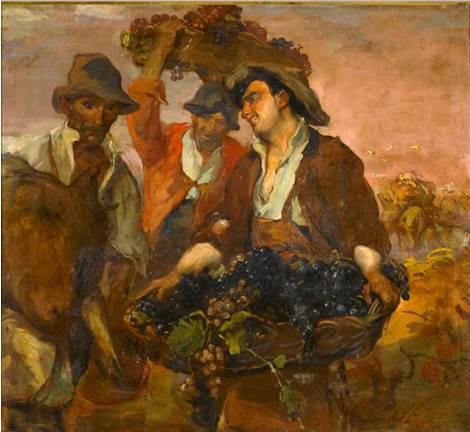
ブドウの収穫 (1907)
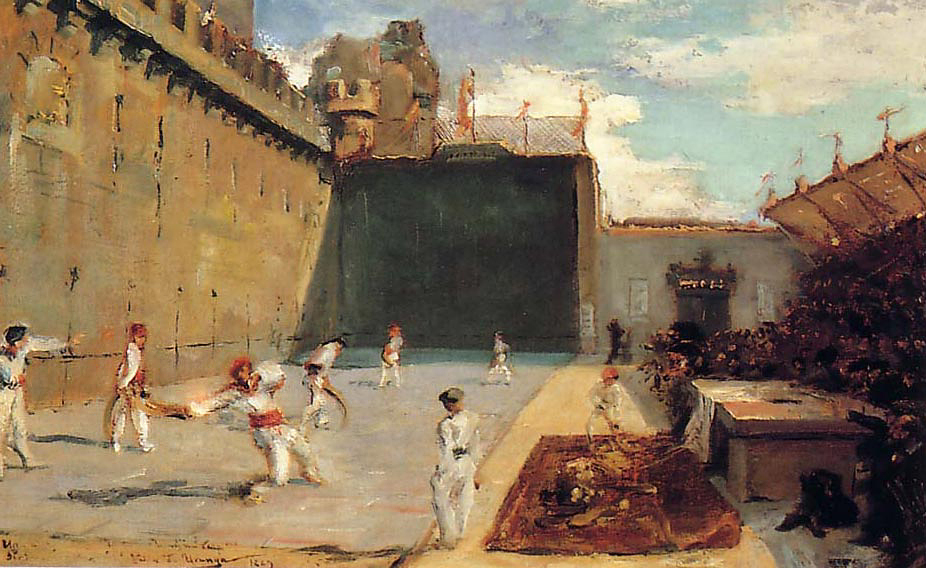
オンダリビアのハイアライの競技場

## 関連図書
- M. Flores Kaperotxipi, Vida, obra y anécdotas del pintor Pablo Uranga, Volume 4 of Colección Azkue, Auñamendi, 1963